# 自証院
自証院（じしょういん、1620年代頃 - 寛永17年8月21日（1640年10月6日））は、江戸幕府3代将軍徳川家光の側室。千代姫（尾張藩主徳川光友正室）の生母。通称はお振の方。

## 年譜
母は祖心尼の娘・おたあ、父は蒲生家家臣岡重政の子岡吉右衛門。また、吉右衛門の母（振の祖母）は石田三成の娘で、振は三成の曾孫にあたる。
重政は蒲生秀行の信任が篤く、秀行の死後も藩主忠郷が幼少のため藩政を取り仕切っていた。しかし会津地震後、藩財政・領国の疲弊を顧みず大規模な寺社復興を行う忠郷の母・振姫（秀行の正室、徳川家康の三女で徳川秀忠の妹）と藩政をめぐり対立、振姫が家康に訴えたため駿府に召喚され、切腹処分となった。
重政の死後、息子の吉右衛門は同じ蒲生家臣だった祖心尼の夫・町野幸和に保護され、幸和、祖心尼夫妻の娘おたあと結婚した。2人の間に生まれたのがお振である。幸和も数年後には蒲生家を退転しており、その後しばらくの間は記録にないが、その間に江戸に移ったと考えられる。やがて祖心尼は、親類にあたる春日局の引き立てで大奥に老女として仕えるようになり、振は春日局の養女として大奥に入り、寛永13年（1636年）、家光の手がついて初めての側室となる。これは、家光が男色を好み女性を近づけないため、跡継ぎが生まれないことを懸念した春日局と祖心尼が、振を男装させて近づけたといわれている。
振及び振の母おたあの生年は不明であるが、父方の祖父岡重政が1579年生まれ、母方の祖母祖心尼が1588年生まれであることと、おたあは祖心尼の第3子であることから見て、この時12歳から14歳と推定される（これ以上幼ければ側室にはなれず、これよりずっと年長である満17歳以上ー1619年以前の生まれである可能性はほぼない）。白川亨は、振が出産後に死亡したのは成熟していないために無理な出産だったからではないかとの私見を述べている。海音寺潮五郎も『武将列伝』において、13歳だったお万の方（永光院）が家光に見初められたエピソードを紹介した上（この時点で振の存在が発見されていなかったため、お万が最初の女性としている）で、家光は男色を好んでいたため美少年が好きであり、女性の好みも最初はボーイッシュな美少女からだったとしている。

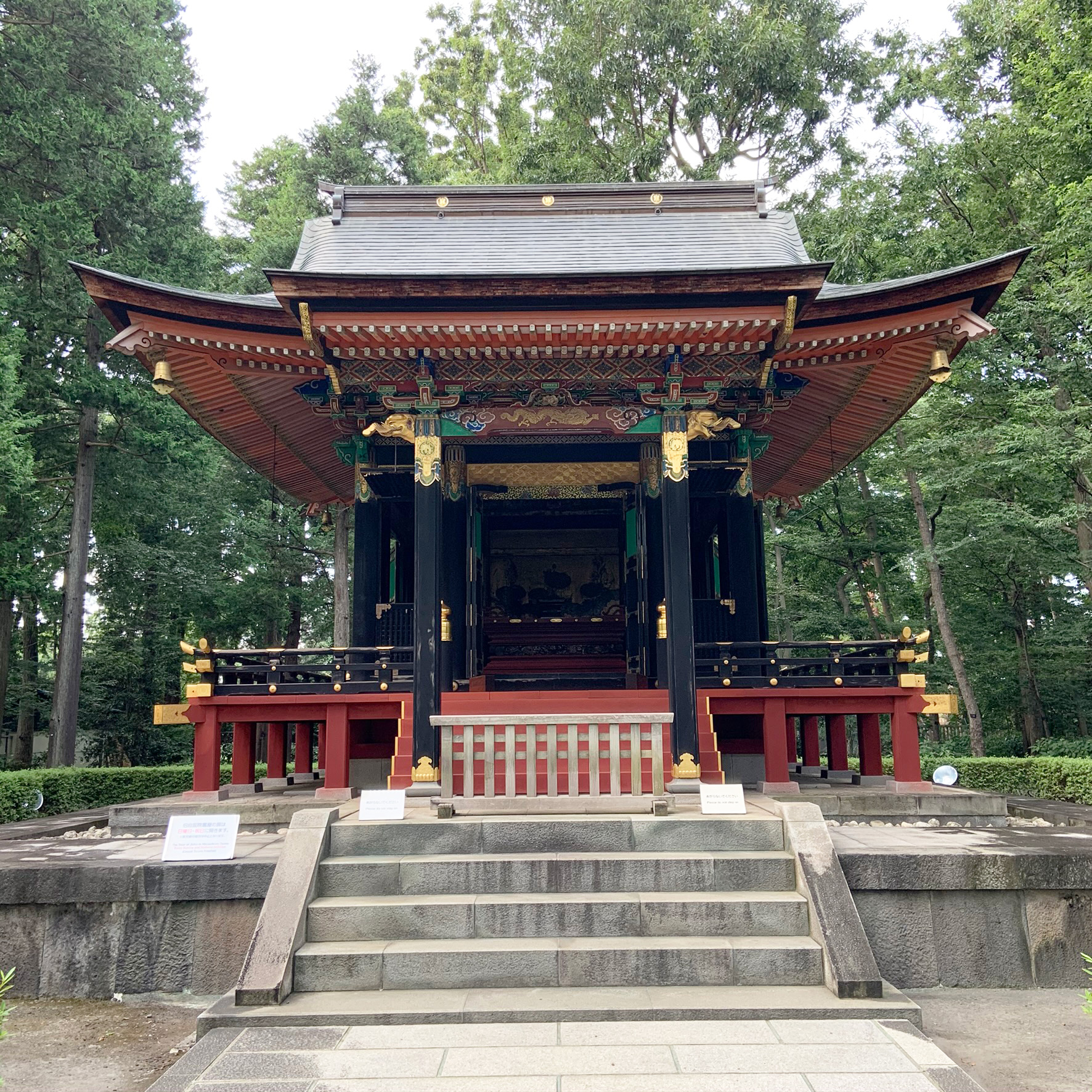
旧自証院霊屋。江戸東京たてもの園

寛永14年（1637年）閏3月5日、家光にとって初めての子である長女・千代姫を産む。その後体調を崩し、3年後の寛永17年（1640年）8月21日に死去した。法名は自証院殿光山暁桂大姉（じしょういんでんこうざんぎょうけいだいし）。榎町の法常寺に葬られた後、慶安5年（1652年）富久町の自證院に建てられた霊廟に改葬された。現在、この霊廟は「旧自証院霊屋」として江戸東京たてもの園内に移築保存されている。
前述の推測から生年は元和9年（1623年）から寛永2年（1625年）と推定され、享年に関しては16から18となる。

## 関連作品
- 大奥　（1983年・関西テレビ　演：市毛良枝）
- 春日局　（1989年・NHK大河ドラマ　演：森山祐子）
- 葵 徳川三代　（2000年・NHK大河ドラマ　演：木内晶子）